# NGC 4197
NGC 4197 (również PGC 39114 lub UGC 7247) – galaktyka spiralna (Sc), znajdująca się w gwiazdozbiorze Panny. Odkrył ją William Herschel 13 kwietnia 1784 roku.